# 마쓰다 겐타
마쓰다 겐타(일본어: 松田 賢太, 1984년 8월 22일 ~ )는 일본의 전 축구 선수이다.

## 구단 경력
과거 그루자 모리오카에서 활동하였다.